# Liste der Windmühlen in Nordrhein-Westfalen
Die Liste der Windmühlen in Nordrhein-Westfalen gibt einen umfassenden Überblick über die Windmühlen unterschiedlichen Erhaltungszustandes im Land Nordrhein-Westfalen. Am Niederrhein finden sich vorwiegend runde, konische Steinwindmühlen als Erdholländermühlen oder Wallholländermühlen.

## Städteregion Aachen
Link zu einem Kartenansichtstool, um Koordinaten zu setzen.
| Bild            | Mühle                 | Lage                                               | Typ                | Erbaut | Bemerkungen       |
| --------------- | --------------------- | -------------------------------------------------- | ------------------ | ------ | ----------------- |
| Fotos hochladen | Settericher Windmühle | Baesweiler-Setterich (50° 54′ 30″ N, 6° 12′ 26″ O) |                    | 1570   | gemauerter Stumpf |
| Fotos hochladen | Vetschauer Mühle      | Aachen-Laurensberg (50° 48′ 15″ N, 6° 1′ 57″ O)    | Steinwallholländer | 1798   |                   |

## Bielefeld
Link zu einem Kartenansichtstool, um Koordinaten zu setzen.
| Bild                              | Mühle                        | Lage                                                                       | Typ            | Erbaut | Bemerkungen                                                |
| --------------------------------- | ---------------------------- | -------------------------------------------------------------------------- | -------------- | ------ | ---------------------------------------------------------- |
| weitere Bilder \| Fotos hochladen | Bockwindmühle Bielefeld      | Bielefeld, Dornberger Straße 82 (52° 1′ 27″ N, 8° 30′ 27″ O)               | Bockwindmühle  |        | Kornmühle mit Segelflügeln, im Bauernhausmuseum Bielefeld  |
| BW                                | Holtkamps Mühle              | Jöllenbeck, Bielefeld, Telgenbrink (52° 4′ 48″ N, 8° 31′ 18″ O)            | Holländermühle |        | 1902 im Rahmen einer Erbteilung umgesetzt                  |
| BW                                | Holtkamps Mühle              | Jöllenbeck, Bielefeld, Malachitstr. 21 (52° 4′ 53″ N, 8° 31′ 17″ O)        | Holländermühle |        | achteckige Holländermühle, Standort seit 1902. Heute Ruine |
| BW                                | Turmholländer Sieker Schweiz | Sieker, Bielefeld, Osningstraße 41 (52° 0′ 3″ N, 8° 33′ 31″ O)             | Turmwindmühle  |        | Ruine                                                      |
| weitere Bilder \| Fotos hochladen | Windmühle Jöllenbeck         | Theesen, Bielefeld, Friedhof, Eickumer Straße (52° 5′ 56″ N, 8° 31′ 26″ O) | Turmwindmühle  |        | Nutzung als Kapelle                                        |

## Bochum
Link zu einem Kartenansichtstool, um Koordinaten zu setzen.
| Bild | Mühle           | Lage                                                               | Typ           | Erbaut | Bemerkungen                            |
| ---- | --------------- | ------------------------------------------------------------------ | ------------- | ------ | -------------------------------------- |
| BW   | Stiepeler Mühle | Stiepel, Bochum, Haarholzer Straße 73A (51° 26′ 2″ N, 7° 15′ 8″ O) | Turmwindmühle |        | Ehemals Kornmühle. Heute Privatwohnung |

## Bonn
Link zu einem Kartenansichtstool, um Koordinaten zu setzen.
| Bild            | Mühle                 | Lage                                                  | Typ           | Erbaut | Bemerkungen |
| --------------- | --------------------- | ----------------------------------------------------- | ------------- | ------ | ----------- |
| Fotos hochladen | Mühlenstumpf Auerberg | Bonn-Auerberg (50° 45′ 22″ N, 7° 4′ 53″ O)            | Turmholländer | 1831   |             |
| BW              | Limpericher Mühle     | Bonn-Beuel, Am Müllestump (50° 43′ 21″ N, 7° 8′ 6″ O) | Turmholländer |        |             |

## Kreis Borken
Link zu einem Kartenansichtstool, um Koordinaten zu setzen.
| Bild                              | Mühle                 | Lage                                                          | Typ                    | Erbaut        | Bemerkungen                                  |
| --------------------------------- | --------------------- | ------------------------------------------------------------- | ---------------------- | ------------- | -------------------------------------------- |
| Fotos hochladen                   | Alte Windmühle        | Reken (51° 49′ 56″ N, 7° 3′ 13″ O)                            | Turmholländer          |               |                                              |
| weitere Bilder \| Fotos hochladen | Anholter Mühle        | Isselburg-Anholt (51° 50′ 57″ N, 6° 25′ 26″ O)                | Turmholländer          | 16. Jh.       | Heute Wohngebäude                            |
| Fotos hochladen                   | Quantwicker Mühle     | Ahaus-Wüllen (52° 3′ 25″ N, 6° 59′ 10″ O)                     | Erdholländer           | 1840          |                                              |
| Fotos hochladen                   | Turmwindmühle Habers  | Rhede-Krommert (51° 48′ 51″ N, 6° 43′ 33″ O)                  | Turmholländer          | 1881          | 2017 frisch saniert                          |
| Fotos hochladen                   | Turmwindmühle Schwane | Raesfeld-Erle (51° 44′ 23″ N, 6° 51′ 59″ O)                   | Turmholländer          | 1843 bis 1846 | 2013 mit neuen Flügeln versehen              |
| Fotos hochladen                   | Vehlinger Mühle       | Isselburg-Vehlingen (51° 49′ 32″ N, 6° 25′ 4″ O)              | Turmholländer          |               |                                              |
| Fotos hochladen                   | Werther Mühle         | Isselburg-Werth (51° 49′ 8″ N, 6° 30′ 28″ O)                  | Turmholländer          | 1498          |                                              |
| Fotos hochladen                   | Weseker Bockwindmühle | Borken-Weseke (51° 53′ 51″ N, 6° 51′ 26″ O)                   | Bockwindmühle          | 2014          | Ursprünglich 1848 in Krippehna errichtet.    |
| Fotos hochladen                   | Windmühle Flüeck      | Heek (52° 7′ 4″ N, 7° 6′ 0″ O)                                | Turmholländer          | 1807          | Verwendung als kommunales Trauzimmer         |
| Fotos hochladen                   | Windmühle Menke       | Südlohn (51° 56′ 57″ N, 6° 52′ 29″ O)                         | Wallholländer          | 1812          |                                              |
| BW                                | Windrad Süderwick     | Süderwick, Bocholt, Lange Fohre (51° 51′ 54″ N, 6° 30′ 47″ O) | Amerikanisches Windrad | 1904          | funktionsfähiges Windrad bei einem Bauernhof |

## Bottrop
Link zu einem Kartenansichtstool, um Koordinaten zu setzen.
| Bild            | Mühle             | Lage                                                                       | Typ           | Erbaut | Bemerkungen         |
| --------------- | ----------------- | -------------------------------------------------------------------------- | ------------- | ------ | ------------------- |
| BW              | Spiekenbaum Mühle | Fuhlenbrock, Bottrop, Sterkrader Str. 73 (51° 31′ 14″ N, 6° 54′ 45″ O)     | Turmwindmühle |        | Heute Restaurant    |
| BW              | Bennings Mühle    | Kirchhellen, Bottrop, Schulstr. 31 (51° 36′ 28″ N, 6° 55′ 9″ O)            | Turmwindmühle |        | Heute Privatwohnung |
| BW              | Luggesmühle       | Stadtmitte, Bottrop, An Luggesmühle 3 (51° 31′ 18″ N, 6° 55′ 3″ O)         | Turmwindmühle |        | Heute Büro          |
| Fotos hochladen | Vietor Mühle      | Stadtmitte, Bottrop, Droste-Hülshoff-Platz 7 (51° 31′ 28″ N, 6° 55′ 38″ O) | Turmwindmühle |        | Heute Restaurant    |

## Kreis Coesfeld
Link zu einem Kartenansichtstool, um Koordinaten zu setzen.
| Bild            | Mühle          | Lage                                           | Typ              | Erbaut | Bemerkungen                                                                |
| --------------- | -------------- | ---------------------------------------------- | ---------------- | ------ | -------------------------------------------------------------------------- |
| Fotos hochladen | Höpinger Mühle | Rosendahl-Höpingen (52° 2′ 1″ N, 7° 18′ 51″ O) | Turmholländer    |        | Als Wohngebäude genutzt. Flügel mussten zuletzt (2013?) abgenommen werden. |
| Fotos hochladen | Letter Mühle   | Coesfeld-Lette (51° 54′ 5″ N, 7° 11′ 0″ O)     | Galerieholländer | 1813   |                                                                            |

## Dortmund
Link zu einem Kartenansichtstool, um Koordinaten zu setzen.
| Bild | Mühle                | Lage                                                               | Typ            | Erbaut | Bemerkungen                            |
| ---- | -------------------- | ------------------------------------------------------------------ | -------------- | ------ | -------------------------------------- |
| BW   | Derner Mühle         | Kirchderne, Dortmund, Grüggelsort 96 (51° 33′ 46″ N, 7° 30′ 11″ O) | Holländermühle |        | Heute Privatwohnung                    |
| BW   | Erdholländer Sölde   | Sölde, Dortmund, Zur alten Windmühle (51° 30′ 30″ N, 7° 35′ 42″ O) | Holländermühle |        |                                        |
| BW   | Greveler Mühle       | Grevel, Dortmund, Hostedder Straße (51° 33′ 54″ N, 7° 32′ 48″ O)   | Turmwindmühle  |        |                                        |
| BW   | Turmwindmühle Asseln | Asseln, Dortmund, Bebelstraße 48 (51° 31′ 43″ N, 7° 35′ 46″ O)     | Turmwindmühle  |        | Einst Kornmühle. Nicht mehr vorhanden. |
| BW   | Wambeler Mühle       | Wambel, Dortmund, Nussbaumweg 41 (51° 31′ 6″ N, 7° 31′ 8″ O)       | Turmwindmühle  |        | Nicht mehr vorhanden.                  |

## Duisburg
Link zu einem Kartenansichtstool, um Koordinaten zu setzen.
| Bild                              | Mühle                                  | Lage                                                                         | Typ           | Erbaut | Bemerkungen                         |
| --------------------------------- | -------------------------------------- | ---------------------------------------------------------------------------- | ------------- | ------ | ----------------------------------- |
| Fotos hochladen                   | Bergheimer Mühle                       | Duisburg-Rheinhausen-Bergheim (51° 24′ 26″ N, 6° 41′ 21″ O)                  | Bergholländer | 1794   | Zeitweilig als Gaststätte verwendet |
| weitere Bilder \| Fotos hochladen | Friemersheimer Mühle                   | Duisburg-Rheinhausen-Friemersheim (51° 23′ 31″ N, 6° 42′ 19″ O)              | Turmholländer | 1871   | Verwendung als städt. Jugendzentrum |
| Fotos hochladen                   | Kiebitzmühle                           | Duisburg-Marxloh-Schwelgern, im Schwelgernpark (51° 30′ 21″ N, 6° 44′ 48″ O) | Turmholländer | 1856   |                                     |
| Fotos hochladen                   | Lohmannsmühle                          | Duisburg-Baerl (51° 29′ 27″ N, 6° 40′ 22″ O)                                 | Turmholländer | 1805   |                                     |
| Fotos hochladen                   | Lohmühle Baerl (auch: Lohheider Mühle) | Duisburg-Baerl (51° 30′ 36″ N, 6° 40′ 6″ O)                                  | Turmholländer | 1834   |                                     |
| Fotos hochladen                   | Stahlsche Mühle                        | Duisburg-Meiderich (51° 28′ 18″ N, 6° 47′ 13″ O)                             | Turmholländer | 1858   |                                     |

## Kreis Düren
Link zu einem Kartenansichtstool, um Koordinaten zu setzen.
| Bild            | Mühle                | Lage                                      | Typ                     | Erbaut         | Bemerkungen                                       |
| --------------- | -------------------- | ----------------------------------------- | ----------------------- | -------------- | ------------------------------------------------- |
| BW              | Höllermühle          | Titz-Höllen (50° 56′ 46″ N, 6° 28′ 29″ O) | Bockwindmühle           | 1822           | bis 1957, 1982 abgebrannt, Hausbaum               |
| Fotos hochladen | Düppelsmühle         | Titz (51° 0′ 8″ N, 6° 26′ 29″ O)          | Bockwindmühle           | 1559 genehmigt | 1830 von Efferen hierhin disloziert               |
| Fotos hochladen | Wasserturm Merzenich | Merzenich (50° 49′ 21″ N, 6° 32′ 6″ O)    | Turmwindmühle Merzenich | Turmholländer  | Umgebaut zum Wasserturm, heute Veranstaltungsraum |

## Düsseldorf
Link zu einem Kartenansichtstool, um Koordinaten zu setzen.
| Bild            | Mühle                   | Lage                                                 | Typ           | Erbaut | Bemerkungen                |
| --------------- | ----------------------- | ---------------------------------------------------- | ------------- | ------ | -------------------------- |
| Fotos hochladen | Stadtmühle Kaiserswerth | Düsseldorf-Kaiserswerth (51° 18′ 10″ N, 6° 44′ 5″ O) | Turmholländer | 1810   | Umgebaut zu einem Wohnhaus |

## Ennepe-Ruhr-Kreis
Link zu einem Kartenansichtstool, um Koordinaten zu setzen.
| Bild            | Mühle                   | Lage                                      | Typ           | Erbaut | Bemerkungen                                                             |
| --------------- | ----------------------- | ----------------------------------------- | ------------- | ------ | ----------------------------------------------------------------------- |
| Fotos hochladen | Breckerfelder Mühlenhof | Breckerfeld (51° 16′ 15″ N, 7° 27′ 13″ O) | Bockwindmühle |        | Mühle wurde hierher versetzt; ursprünglicher Standort: Mark Brandenburg |

## Kreis Euskirchen
Link zu einem Kartenansichtstool, um Koordinaten zu setzen.
| Bild            | Mühle           | Lage                                             | Typ                     | Erbaut | Bemerkungen                                   |
| --------------- | --------------- | ------------------------------------------------ | ----------------------- | ------ | --------------------------------------------- |
| Fotos hochladen | Cantruper Mühle | Mechernich-Kommern (50° 36′ 24″ N, 6° 37′ 29″ O) | Berg-Holländerwindmühle | 1780   | 1969 im Rheinischen Freilichtmuseum aufgebaut |
| Fotos hochladen | Spieler Mühle   | Mechernich-Kommern (50° 36′ 27″ N, 6° 37′ 37″ O) | Bockwindmühle           |        | 1959 im Rheinischen Freilichtmuseum aufgebaut |

## Kreis Gütersloh
Link zu einem Kartenansichtstool, um Koordinaten zu setzen.
| Bild | Mühle                                   | Lage                                                               | Typ            | Erbaut | Bemerkungen                                                  |
| ---- | --------------------------------------- | ------------------------------------------------------------------ | -------------- | ------ | ------------------------------------------------------------ |
| BW   | Windmühle Dreesbeimdieke / Holler Mühle | Hollen, Gütersloh, Münsterlandstraße (51° 57′ 18″ N, 8° 23′ 33″ O) | Holländermühle | 1873   | Kornmühle, achteckig, 1910 stillgelegt, nicht mehr vorhanden |

## Hagen
Link zu einem Kartenansichtstool, um Koordinaten zu setzen.
| Bild            | Mühle               | Lage                                | Typ           | Erbaut                     | Bemerkungen |
| --------------- | ------------------- | ----------------------------------- | ------------- | -------------------------- | --- |
| Fotos hochladen | Windmühle Janwlecke | Hagen (51° 19′ 15″ N, 7° 28′ 56″ O) | Turmholländer | Mitte des 19. Jahrhunderts | Die translozierte Windmühle Janwlecke gehört zum Außengelände des LWL-Freilichtmuseums in Hagen. Sie stammt ursprünglich aus Westrup (Stemwede) |

## Hamm
Link zu einem Kartenansichtstool, um Koordinaten zu setzen.
| Bild | Mühle                  | Lage                                                                | Typ           | Erbaut | Bemerkungen          |
| ---- | ---------------------- | ------------------------------------------------------------------- | ------------- | ------ | -------------------- |
| BW   | Klostermühle           | Bockum-Hövel, Hamm, Klosterhof (51° 42′ 42″ N, 7° 45′ 52″ O)        | Turmwindmühle |        | Heute Privatwohnung  |
| BW   | Windmühle Bockum-Hövel | Bockum-Hövel, Hamm, Hammer Straße 72G (51° 41′ 35″ N, 7° 44′ 40″ O) | Turmwindmühle |        | Heute Privatwohnung  |
| BW   | Windmühle Süddinker    | Süddinker, Hamm, Caldenhofer Weg 296 (51° 38′ 21″ N, 7° 55′ 11″ O)  | Turmwindmühle |        | nicht mehr vorhanden |

## Kreis Heinsberg
Link zu einem Kartenansichtstool, um Koordinaten zu setzen.
| Bild                              | Mühle                                              | Lage                                                | Typ                  | Erbaut    | Bemerkungen |
| --------------------------------- | -------------------------------------------------- | --------------------------------------------------- | -------------------- | --------- | --- |
| Fotos hochladen                   | Aphovener Mühle                                    | Heinsberg-Aphoven (51° 2′ 29″ N, 6° 4′ 41″ O)       | Turmholländer        |           | Umgebaut zu einem Wohnhaus |
| Fotos hochladen                   | Blancken-Mühle (auch: Neumühle oder Pasch-Mühle)   | Erkelenz (51° 4′ 32″ N, 6° 18′ 27″ O)               | Turmholländer        | 1799      | Ende des 19. Jahrhunderts stillgelegt und verfallen, 1991 restauriert und zu einem Gastronomiebetrieb gestaltet. Turmhaube mit Windrosensteuerung und Flügel sind Nachbauten.                                  |
| Fotos hochladen                   | Bocketer Mühle                                     | Waldfeucht-Frilinghoven (51° 3′ 18″ N, 6° 0′ 32″ O) | Steinerdholländer    | 1840      | Umgebaut zu einem Wohnhaus |
| Fotos hochladen                   | Breberer Mühle                                     | Gangelt-Breberen (51° 1′ 57″ N, 5° 59′ 14″ O)       | Turmholländer        | 1842      | Museumsmühle mit Bilau-Ventikantenflügel und Windrosensteuerung, Ausbildungsmühle für freiwillige Mühlenhelfer                                                                                                 |
| Fotos hochladen                   | Haarener Mühle                                     | Waldfeucht-Haaren (51° 3′ 31″ N, 6° 2′ 12″ O)       | Steinbergholländer   | 1842      | noch heute in Betrieb, Ausbildungsmühle für freiwillige Mühlenhelfer |
| Fotos hochladen                   | Holtumer Mühle                                     | Wegberg-Felderhof (51° 7′ 22″ N, 6° 18′ 38″ O)      | Galerieturmholländer | 2010–2015 | Die Mühle wurde neu errichtet. Die Flügel sind in Vorbereitung. |
| weitere Bilder \| Fotos hochladen | Immerather Mühle (auch: Klapperwindmühle) Wikidata | Erkelenz-Immerath (51° 2′ 31″ N, 6° 26′ 49″ O)      | Turmholländer        | 1780      | War bis 1930 in Betrieb, 1944 durch eine Brandbombe teilweise zerstört, in den 1960er Jahren saniert. Die Mühle wurde am 18. Oktober 2018 für die Erweiterung des Braunkohlentagebau Garzweiler II abgerissen. |
| weitere Bilder \| Fotos hochladen | Löckener Mühle                                     | Waldfeucht-Löcken (51° 3′ 54″ N, 6° 2′ 29″ O)       | Steinerdholländer    | 1873      | Umgebaut zu einem Wohnhaus |
| Fotos hochladen                   | Lümbacher Windmühle Clarissa                       | Heinsberg-Kirchhoven (51° 4′ 39″ N, 6° 3′ 48″ O)    | Wallholländer        | 1882      | in Betrieb, Ausbildungsmühle für freiwillige Mühlenhelfer |
| BW                                | Rochemühle / Dampfmühle                            | Waldfeucht-Bocket (51° 3′ 19″ N, 6° 0′ 32″ O)       | Holzerdholländer     | 1860      | Sockel erhalten |
| Fotos hochladen                   | Waldfeuchter Mühle                                 | Waldfeucht (51° 3′ 42″ N, 5° 59′ 9″ O)              | Steinerdholländer    | 1897      | noch heute in Betrieb, Ausbildungsmühle für freiwillige Mühlenhelfer |
| Fotos hochladen                   | Wingertsmühle                                      | Wassenberg (51° 5′ 45″ N, 6° 9′ 45″ O)              | Steinwallholländer   | 1778      | Nur noch der Steinkörper erhalten, heute als Lokal zu mieten |

## Kreis Herford
Link zu einem Kartenansichtstool, um Koordinaten zu setzen.
| Bild            | Mühle                     | Lage                                | Typ           | Erbaut | Bemerkungen |
| --------------- | ------------------------- | ----------------------------------- | ------------- | ------ | ----------- |
| Fotos hochladen | Mühle auf dem Gehlenbrink | Spenge (52° 9′ 54″ N, 8° 30′ 40″ O) | Wallholländer | 1862   |             |

## Kreis Höxter
Link zu einem Kartenansichtstool, um Koordinaten zu setzen.
| Bild                              | Mühle                        | Lage                                                                     | Typ                    | Erbaut | Bemerkungen |
| --------------------------------- | ---------------------------- | ------------------------------------------------------------------------ | ---------------------- | ------ | --- |
| Fotos hochladen                   | Windrad Altenbergen          | Altenbergen, Marienmünster, Am Anger (51° 47′ 27″ N, 9° 14′ 51″ O)       | Amerikanisches Windrad |        | Zwischen 1908 und 1911 errichtetes 24-flügeliges Windrad. Pumpe diente bis 1959 zur Wasserversorgung der Ortslage Altenberge. |
| weitere Bilder \| Fotos hochladen | Wasserturm mit Pumpenwindrad | Schweckhausen, Willebadessen, Schönthal 24 (51° 35′ 50″ N, 9° 11′ 16″ O) | Amerikanisches Windrad | 1904   | Wasserturm mit Intzewasserbehälter, auf dem Kegeldach in ca. 10 m Höhe ein Pumpenwindrad zur Wasserförderung                  |

## Kreis Kleve
Link zu einem Kartenansichtstool, um Koordinaten zu setzen.
| Bild                              | Mühle                                                | Lage                                                   | Typ                     | Erbaut       | Bemerkungen |
| --------------------------------- | ---------------------------------------------------- | ------------------------------------------------------ | ----------------------- | ------------ | --- |
| Fotos hochladen                   | Dahlen-Mühle                                         | Issum-Sevelen (51° 29′ 28″ N, 6° 25′ 9″ O)             | Turmholländer           | 1868         | |
| Fotos hochladen                   | Dornicker Mühle                                      | Emmerich am Rhein-Dornick (51° 48′ 48″ N, 6° 18′ 7″ O) | Turmholländer           | 17. Jh.      | Umgebaut zu einem Wohnhaus |
| Fotos hochladen                   | Düffelsmühle                                         | Kalkar-Niedermörmter (51° 44′ 37″ N, 6° 21′ 39″ O)     | Turmholländer           | 16. Jh.      | Bilausche Ventikanten |
| Fotos hochladen                   | Feldhaus-Mühle                                       | Rees-Haldern (51° 46′ 11″ N, 6° 27′ 23″ O)             | Turmholländer           | 1860         | |
| Fotos hochladen                   | Gerritzen-Mühle                                      | Emmerich am Rhein-Elten (51° 52′ 25″ N, 6° 10′ 6″ O)   | Turmholländer           | 1846         | |
| Fotos hochladen                   | Griethausener Mühle                                  | Kleve-Griethausen (51° 49′ 24″ N, 6° 9′ 43″ O)         | Turmholländer           | 1865         | Umgebaut zu einem Wohnhaus |
| Fotos hochladen                   | Griether Mühle                                       | Kalkar-Grieth (51° 47′ 21″ N, 6° 18′ 40″ O)            | Turmholländer           | 1821         | Umgebaut zu einem Wohnhaus |
| Fotos hochladen                   | Hassumer Mühle                                       | Goch-Hassum (51° 41′ 6″ N, 6° 4′ 19″ O)                | Turmholländer           | 1807         | |
| Fotos hochladen                   | Hermanns Mühle Emmericher Straße                     | Rees-Esserden (51° 46′ 12″ N, 6° 23′ 14″ O)            | Turmholländer           | 1850         | Mühlenstumpf, umgebaut zu einem Wohnhaus                                                                                             |
| Fotos hochladen                   | Hermannsmühle                                        | Kevelaer (51° 34′ 58″ N, 6° 14′ 3″ O)                  | Turmholländer           | 1865         | 1886: Dampfmaschine, 1930er Jahre: Rundbau statt Mühlenberg, 1945: Stilllegung                                                       |
| Fotos hochladen                   | Herrlichkeitsmühle                                   | Issum (51° 32′ 17″ N, 6° 25′ 12″ O)                    | Bergholländer           | 1768         | |
| weitere Bilder \| Fotos hochladen | Hohe Mühle                                           | Uedem (51° 40′ 16″ N, 6° 17′ 24″ O)                    | Turmholländer           | 14. Jh.      | Turm als Museum und Begegnungsstätte erhalten                                                                                        |
| Fotos hochladen                   | Huisberdener Mühle                                   | Bedburg-Hau-Huisberden (51° 47′ 40″ N, 6° 14′ 31″ O)   | Turmholländer           |              | |
| Fotos hochladen                   | Hülsmanns Mühle                                      | Issum (51° 32′ 10″ N, 6° 26′ 3″ O)                     | Turmholländer           | 1855         | Turmruine |
| Fotos hochladen                   | Hüthumer Mühle                                       | Emmerich am Rhein-Hüthum (51° 50′ 51″ N, 6° 12′ 18″ O) | Turmholländer           | 1873–1874    | Reyersche Mühle. Zu einem Wohnhaus umgebaut; 2010 neue Kappe                                                                         |
| Fotos hochladen                   | Jennen Mühle                                         | Straelen-Herongen (51° 23′ 25″ N, 6° 14′ 56″ O)        | Turmholländer           |              | Stumpf erhalten |
| Fotos hochladen                   | Kalkarer Stadtmühle (auch: Mühle am Hanselaerer Tor) | Kalkar (51° 44′ 23″ N, 6° 17′ 44″ O)                   | Turmgalerieholländer    | 1770         | 1994 bis 1996 betriebsfähig restauriert                                                                                              |
| Fotos hochladen                   | Kerssenboom’sche Mühle                               | Kevelaer-Winnekendonk (51° 35′ 43″ N, 6° 18′ 43″ O)    | Turmholländer           | 1849         | |
| Fotos hochladen                   | Kesseler Mühle                                       | Goch-Kessel (51° 42′ 21″ N, 6° 4′ 36″ O)               | Turmholländer           |              | Stumpf |
| Fotos hochladen                   | Kleinmanns Mühle                                     | Issum (51° 32′ 29″ N, 6° 25′ 14″ O)                    | Stein-Wallholländer     | 1870         | Umgebaut zu einem Wohnhaus |
| Fotos hochladen                   | Kokermühle Walbeck                                   | Geldern-Walbeck (51° 29′ 41″ N, 6° 14′ 49″ O)          | Wippmühle               | 1770/1780    | holl. Sägemühle, 1823 nach Deutschland als Kornmühle                                                                                 |
| Fotos hochladen                   | Kreuzmühle                                           | Kleve-Kellen (51° 49′ 19″ N, 6° 6′ 52″ O)              | Turmholländer           | 1845         | Umgebaut zu einem Wohnhaus |
| Fotos hochladen                   | Leemühle (auch: Mühle am Keteltor)                   | Kalkar (51° 44′ 39″ N, 6° 17′ 14″ O)                   | Turmholländer           |              | Turmrest |
| weitere Bilder \| Fotos hochladen | Mehrer Mühle                                         | Kranenburg-Mehr (51° 48′ 43″ N, 6° 2′ 47″ O)           | Turmholländer           | 1840         | |
| weitere Bilder \| Fotos hochladen | Michael-Turm                                         | Rheurdt-Schaephuysen (51° 26′ 21″ N, 6° 28′ 26″ O)     | Turmholländer           | 1874         | Jugendbildungsstätte St. Michaelturm                                                                                                 |
| Fotos hochladen                   | Mühle am Gieselberg                                  | Straelen (51° 27′ 4″ N, 6° 15′ 11″ O)                  | Sockelgeschossholländer | 1851         | |
| Fotos hochladen                   | Mühle Berg                                           | Rees-Bienen (51° 48′ 52″ N, 6° 21′ 42″ O)              | Turmholländer           | 1850         | Umgebaut zu einem Wohnhaus |
| Fotos hochladen                   | Mühle Materborn                                      | Kleve-Materborn (51° 47′ 5″ N, 6° 7′ 8″ O)             | Turmholländer           | 1820         | Sockel, umgebaut zu einem Wohnhaus                                                                                                   |
| Fotos hochladen                   | Mühle Mott                                           | Kevelaer-Kervenheim (51° 37′ 35″ N, 6° 16′ 34″ O)      | Erdholländer            | 1870         | |
| Fotos hochladen                   | Mühle op den Boekel                                  | Straelen-Broekhuysen (51° 24′ 18″ N, 6° 15′ 45″ O)     | Turmholländer           |              | Mühlenstumpf |
| Fotos hochladen                   | Mühle Rosau                                          | Rees-Bienen (51° 47′ 21″ N, 6° 21′ 20″ O)              | Turmholländer           | 19. Jh.      | Ursprünglich Wehrturm ca. 14. Jh. |
| Fotos hochladen                   | Mühle van de Braak                                   | Kevelaer-Twisteden (51° 33′ 25″ N, 6° 12′ 27″ O)       | Turmholländer           | 1860         | |
| Fotos hochladen                   | Mühle von Donsbrüggen                                | Kleve-Donsbrüggen (51° 48′ 20″ N, 6° 5′ 15″ O)         | Sockelgeschossholländer | 1813         | Bilausche Ventikanten |
| Fotos hochladen                   | Mühlenturm (auch: Stadtmühle)                        | Geldern (51° 30′ 53″ N, 6° 19′ 35″ O)                  | Turmholländer           | 1643         | |
| weitere Bilder \| Fotos hochladen | Mühlenturm                                           | Kranenburg (51° 47′ 18″ N, 6° 0′ 26″ O)                | Turmholländer           | vor 1398     | |
| Fotos hochladen                   | Neuenhofer Mühle                                     | Kranenburg-Frasselt (51° 46′ 50″ N, 6° 1′ 8″ O)        | Turmholländer           | 1880         | Umgebaut zu einem Wohnhaus |
| Fotos hochladen                   | Neulouisendorfer Mühle                               | Kalkar-Neulouisendorf (51° 42′ 22″ N, 6° 18′ 28″ O)    | Turmholländer           | 1863         | Umgebaut zu einem Wohnhaus |
| Fotos hochladen                   | Nieukerker Mühle                                     | Kerken-Nieukerk (51° 27′ 36″ N, 6° 22′ 54″ O)          | Turmholländer           | 1760er Jahre | Umgebaut zu einem Wohnhaus |
| weitere Bilder \| Fotos hochladen | Paalsche Mühle / Mühle Keeken                        | Kleve-Keeken (51° 50′ 43″ N, 6° 3′ 59″ O)              | Turmholländer           | 1810         | Umgebaut als Seniorenheim |
| Fotos hochladen                   | Rayers’sche Mühle                                    | Geldern (51° 31′ 32″ N, 6° 20′ 0″ O)                   | Turmholländer           | 1858         | Stumpf erhalten, umgebaut zu einem Wohnhaus                                                                                          |
| Fotos hochladen                   | Rinderner Mühle                                      | Kleve-Rindern (51° 49′ 18″ N, 6° 6′ 50″ O)             | Turmholländer           | 1840         | Umgebaut zu einem Wohnhaus |
| weitere Bilder \| Fotos hochladen | Scholten-Mühle                                       | Rees (51° 46′ 12″ N, 6° 24′ 39″ O)                     | Turmholländer           | 1849         | |
| Fotos hochladen                   | Singendonk’sche Mühle                                | Kevelaer-Achterhoek (51° 34′ 36″ N, 6° 21′ 12″ O)      | Galerieholländer        | 1797         | |
| weitere Bilder \| Fotos hochladen | Stadtmühle                                           | Rees (51° 45′ 28″ N, 6° 24′ 3″ O)                      | Turmholländer           |              | |
| weitere Bilder \| Fotos hochladen | Stammen-Mühle, Wember Tonne                          | Weeze-Wemb (51° 35′ 14″ N, 6° 10′ 13″ O)               | Turmholländer           | 1840         | Umgebaut zu einem Wohnhaus |
| Fotos hochladen                   | Stendener Mühle                                      | Kerken-Stenden (51° 25′ 24″ N, 6° 26′ 44″ O)           | Turmholländer           | 1880         | Betrieb bis 1919; Kreis Geldern richtete 1925 eine Jugendherberge ein; 1956 Jagdhaus (Familie Underberg). Umgebaut zu einem Wohnhaus |
| weitere Bilder \| Fotos hochladen | Steprather Mühle Wikidata                            | Geldern-Walbeck (51° 29′ 58″ N, 6° 14′ 40″ O)          | Turmholländer           |              | Älteste funktionierende Windmühle Deutschlands                                                                                       |
| Fotos hochladen                   | Straetmannsburger Mühle                              | Rheurdt (51° 27′ 47″ N, 6° 28′ 3″ O)                   | Turmholländer           |              | |
| Fotos hochladen                   | Tissen Mühle                                         | Straelen-Herongen (51° 23′ 37″ N, 6° 15′ 27″ O)        | Turmholländer           |              | Umgebaut zu einem Wohnhaus |
| Fotos hochladen                   | Veerter Mühle (auch: Kreativ-Mühle)                  | Geldern-Veert (51° 31′ 25″ N, 6° 17′ 40″ O)            | Turmholländer           | 1865         | |
| Fotos hochladen                   | Vernumer Mühle                                       | Geldern-Vernum (51° 29′ 38″ N, 6° 21′ 46″ O)           | Erdholländer            |              | Umgebaut zu einem Wohnhaus |
| Fotos hochladen                   | Wettener Mühle                                       | Kevelaer-Wetten (51° 34′ 16″ N, 6° 16′ 58″ O)          | Turmholländer           |              | |
| Fotos hochladen                   | Wisseler Mühle                                       | Kalkar-Wissel (51° 46′ 0″ N, 6° 17′ 14″ O)             | Turmholländer           | 1873         | Jugendgästehaus für Gruppen |
| Fotos hochladen                   | Wittenhorst-Mühle                                    | Emmerich am Rhein-Elten (51° 51′ 57″ N, 6° 9′ 32″ O)   | Turmholländer           | 1815         | Umgebaut zu einem Wohnhaus |
| Fotos hochladen                   | Wyler Mühle                                          | Kranenburg-Wyler (51° 48′ 5″ N, 5° 58′ 29″ O)          | Sockelgeschossholländer | 1809         | Sockel |

## Köln
Link zu einem Kartenansichtstool, um Koordinaten zu setzen.
| Bild                              | Mühle                              | Lage                                                                      | Typ                  | Erbaut | Bemerkungen                                                            |
| --------------------------------- | ---------------------------------- | ------------------------------------------------------------------------- | -------------------- | ------ | ---------------------------------------------------------------------- |
| weitere Bilder \| Fotos hochladen | Bottmühle                          | Köln (50° 55′ 22″ N, 6° 57′ 47″ O)                                        | Turmholländer        | 1678   | 1587–1677 Bockmühle                                                    |
| weitere Bilder \| Fotos hochladen | Gereonsmühle, Herrenleichnamsmühle | Köln (50° 56′ 46″ N, 6° 56′ 51″ O)                                        | Turmholländer        | ≈1440  | Mühlturm erhalten                                                      |
| weitere Bilder \| Fotos hochladen | Godorfer Mühle                     | Köln (50° 50′ 50″ N, 6° 58′ 45″ O)                                        | Turmgalerieholländer | 1849   | Wahrzeichen des Stadtteils Godorf; Baudenkmal Nr. 777 der Stadt Köln   |
| weitere Bilder \| Fotos hochladen | Kartäuser-Mühle                    | Köln (50° 55′ 32″ N, 6° 57′ 1″ O)                                         | Turmholländer        | ≈1410  | Aussichtsturm                                                          |
| weitere Bilder \| Fotos hochladen | Pantaleonsmühle                    | Köln (50° 55′ 40″ N, 6° 56′ 44″ O)                                        | Turmgalerieholländer | 1730   | 1869 ausgebrannt, 1883 abgerissen; mit 39 m höchste Windmühle der Welt |
| weitere Bilder \| Fotos hochladen | Alteburger Mühle Wikidata          | Köln, Marienburg, An der Alteburger Mühle 6 (50° 54′ 19″ N, 6° 58′ 39″ O) | Turmwindmühle        |        | Ehemals Kornmühle, heute Privatwohnung                                 |
| BW                                | Ippens Mühle                       | Köln, Langel, Loorweg (50° 51′ 9″ N, 7° 1′ 5″ O)                          | Turmwindmühle        |        | Ehemals Kornmühle, heute Privatwohnung                                 |

## Krefeld
Link zu einem Kartenansichtstool, um Koordinaten zu setzen.
| Bild                              | Mühle                 | Lage                                           | Typ           | Erbaut  | Bemerkungen                |
| --------------------------------- | --------------------- | ---------------------------------------------- | ------------- | ------- | -------------------------- |
| weitere Bilder \| Fotos hochladen | Fischelner Mühle      | Krefeld-Fischeln (51° 18′ 25″ N, 6° 34′ 49″ O) | Turmholländer | 1813    | Umgebaut zu einem Wohnhaus |
| weitere Bilder \| Fotos hochladen | Buss-Mühle            | Krefeld-Uerdingen (51° 21′ 29″ N, 6° 38′ 0″ O) | Turmholländer | 1796    | Umgebaut zu einem Wohnhaus |
| weitere Bilder \| Fotos hochladen | Egelsbergmühle        | Krefeld-Traar (51° 23′ 10″ N, 6° 35′ 43″ O)    | Turmholländer | 1802    |                            |
| weitere Bilder \| Fotos hochladen | Elfrather Mühle       | Krefeld-Traar (51° 22′ 41″ N, 6° 36′ 42″ O)    | Turmholländer | 1823    |                            |
| weitere Bilder \| Fotos hochladen | Geismühle             | Krefeld-Oppum (51° 18′ 39″ N, 6° 37′ 58″ O)    | Turmholländer | 1575    |                            |
| weitere Bilder \| Fotos hochladen | Stadtmühle, Eulenturm | Krefeld-Uerdingen (51° 21′ 6″ N, 6° 38′ 52″ O) | Turmholländer | 15. Jh. |                            |

## Kreis Lippe
Link zu einem Kartenansichtstool, um Koordinaten zu setzen.
| Bild            | Mühle                                            | Lage                                                             | Typ              | Erbaut         | Bemerkungen                                                                                                 |
| --------------- | ------------------------------------------------ | ---------------------------------------------------------------- | ---------------- | -------------- | --- |
| Fotos hochladen | Kumsttonne (Kumst = Kohl)                        | Oerlinghausen (51° 57′ 26″ N, 8° 39′ 49″ O)                      | Turmholländer    | 1753           | Befindet sich auf dem Tönsberg                                                                              |
| Fotos hochladen | Mühle Pape                                       | Detmold (51° 55′ 7″ N, 8° 52′ 48″ O)                             | Bockwindmühle    |                | Mühle wurde ins (LWL-Freilichtmuseum Detmold) versetzt; ursprünglicher Standort: Groß Lobke (Niedersachsen) |
| Fotos hochladen | Mühle Schaaf/Döpke                               | Detmold (51° 55′ 7″ N, 8° 52′ 32″ O)                             | Galerieholländer |                | Mühle wurde ins (LWL-Freilichtmuseum Detmold) versetzt; ursprünglicher Standort: Tonnenheide                |
| Fotos hochladen | Windmühlenstumpf/Windmühlenpott auf dem Saalberg | Barntrup-Sonneborn, auf dem Saalberg (52° 0′ 17″ N, 9° 8′ 45″ O) | Turmwindmühle    | Anfang 18. Jh. | Umgebaut zu einem Aussichtsturm                                                                             |
| Fotos hochladen | Windmühle Bavenhausen                            | Kalletal-Bavenhausen (52° 4′ 53″ N, 8° 57′ 3″ O)                 | Turmholländer    | 1853           | Wasserhochbehälter                                                                                          |
| Fotos hochladen | Windmühle Bentorf                                | Kalletal-Bentorf (52° 8′ 19″ N, 8° 54′ 59″ O)                    | Turmholländer    | 1889           | seit 1992 Museumsmühle                                                                                      |

## Märkischer Kreis
Link zu einem Kartenansichtstool, um Koordinaten zu setzen.
| Bild            | Mühle             | Lage                               | Typ           | Erbaut | Bemerkungen                                                                                |
| --------------- | ----------------- | ---------------------------------- | ------------- | ------ | ------------------------------------------------------------------------------------------ |
| Fotos hochladen | Immergrüner Mühle | Hemer (51° 24′ 27″ N, 7° 46′ 6″ O) | Turmholländer | ~1990  | Die erste Windmühle in Südwestfalen, die älteste in NRW und eine der ersten in Deutschland |

## Kreis Minden-Lübbecke
Link zu einem Kartenansichtstool, um Koordinaten zu setzen.
| Bild                              | Mühle                             | Lage                                                               | Typ                     | Erbaut         | Bemerkungen |
| --------------------------------- | --------------------------------- | ------------------------------------------------------------------ | ----------------------- | -------------- | --- |
| weitere Bilder \| Fotos hochladen |                                   | Eickhorst, Hille (52° 18′ 16″ N, 8° 44′ 47″ O)                     | Wallholländer           | 1848           | |
| weitere Bilder \| Fotos hochladen |                                   | Hartum, Hille (52° 18′ 57″ N, 8° 48′ 50″ O)                        | Wallholländer           | 1877           | |
| weitere Bilder \| Fotos hochladen |                                   | Hille, Höchte 10 (52° 21′ 3″ N, 8° 43′ 46″ O)                      | Turmwindmühle           | 1733           | |
| weitere Bilder \| Fotos hochladen | Greftmühle Nordhemmern            | Nordhemmern, Hille, Windmühlenweg 65 (52° 20′ 44″ N, 8° 47′ 23″ O) |                         | 1938           | |
| weitere Bilder \| Fotos hochladen | Windmühle Südhemmern              | Südhemmern, Hille, Kölkenweg (52° 19′ 17″ N, 8° 46′ 39″ O)         |                         | 1880           | |
| weitere Bilder \| Fotos hochladen |                                   | Minden-Dützen (52° 16′ 17″ N, 8° 51′ 10″ O)                        | Wallholländer           | 1808–1813      | |
| weitere Bilder \| Fotos hochladen |                                   | Minden-Meißen (52° 16′ 35″ N, 8° 57′ 36″ O)                        | Wallholländer           | 1869           | |
| weitere Bilder \| Fotos hochladen |                                   | Minden-Rodenbeck (52° 17′ 0″ N, 8° 52′ 4″ O)                       | Turmholländer           | 1821           | |
| weitere Bilder \| Fotos hochladen |                                   | Petershagen-Bierde (52° 22′ 11″ N, 9° 1′ 59″ O)                    | Holz-Wallholländer      |                | Windrosensteuerung |
| weitere Bilder \| Fotos hochladen |                                   | Petershagen-Heimsen (52° 27′ 36″ N, 9° 2′ 44″ O)                   | Wallholländer           | 1873           | |
| weitere Bilder \| Fotos hochladen |                                   | Petershagen-Lahde (52° 22′ 7″ N, 8° 59′ 26″ O)                     | Turmholländer           |                | |
| weitere Bilder \| Fotos hochladen |                                   | Petershagen-Meßlingen (52° 22′ 59″ N, 8° 53′ 15″ O)                | Galerieholländer        |                | |
| weitere Bilder \| Fotos hochladen |                                   | Petershagen-Seelenfeld (52° 25′ 55″ N, 9° 4′ 20″ O)                | Turmholländer           |                | |
| weitere Bilder \| Fotos hochladen | Destel Mühle                      | Stemwede (52° 22′ 5″ N, 8° 29′ 29″ O)                              | Sockelgeschossholländer | frühes 19. Jh. | |
| weitere Bilder \| Fotos hochladen | Eilhauser Königsmühle             | Lübbecke-Eilhausen (52° 18′ 35″ N, 8° 40′ 24″ O)                   | Steingalerieholländer   | 1748           | Steinerdholländer mit Segelflügeln und Windrose. Älteste Mühle dieser Art im Kreis, vor 1724 errichtet. Mühlengehöft aus dem 19. Jahrhundert |
| weitere Bilder \| Fotos hochladen | Levern Mühle (Kolthoffsche Mühle) | Stemwede-Levern (52° 22′ 10″ N, 8° 27′ 48″ O)                      | Galerieholländer        | 1922           | |
| Fotos hochladen                   | Struckhofer Mühle                 | Hüllhorst-Schnathorst-Struckhof (52° 16′ 13″ N, 8° 44′ 25″ O)      | Turmholländer           |                | |

## Mönchengladbach
Link zu einem Kartenansichtstool, um Koordinaten zu setzen.
| Bild            | Mühle                 | Lage                                                        | Typ           | Erbaut | Bemerkungen                                                                                               |
| --------------- | --------------------- | ----------------------------------------------------------- | ------------- | ------ | --- |
| Fotos hochladen | Gerkerather Mühle     | Mönchengladbach-Rheindahlen (51° 9′ 20″ N, 6° 21′ 41″ O)    | Turmholländer | 1733   | Seit 2007 denkmalgeschützt                                                                                |
| Fotos hochladen | Giesenkirchener Mühle | Mönchengladbach-Giesenkirchen (51° 9′ 5″ N, 6° 29′ 51″ O)   | Turmholländer | 1841   | |
| Fotos hochladen | Lohmühle              | Mönchengladbach-Am Wasserturm (51° 11′ 57″ N, 6° 25′ 55″ O) | Turmholländer | 1828   | |
| Fotos hochladen | Schriefersmühle       | Mönchengladbach-Rheindahlen (51° 8′ 10″ N, 6° 20′ 25″ O)    | Turmholländer | 1747   | 1945 nach Brandstiftung zerstört, seit 1986 denkmalgeschützt 2011–2020 in mehreren Schritten restauriert. |

## Münster
Link zu einem Kartenansichtstool, um Koordinaten zu setzen.
| Bild                              | Mühle                                          | Lage                                                                                        | Typ                           | Erbaut | Bemerkungen                                 |
| --------------------------------- | ---------------------------------------------- | ------------------------------------------------------------------------------------------- | ----------------------------- | ------ | ------------------------------------------- |
| weitere Bilder \| Fotos hochladen | Bockwindmühle Freilichtmuseum Münster Wikidata | Münster, Mühlenhof-Freilichtmuseum Münster, Theo-Breider-Weg 1 (51° 57′ 0″ N, 7° 35′ 59″ O) | Bockwindmühle                 | 1748   | Kornmühle mit Segelflügeln, funktionsfähig. |
| BW                                | Eilings Mühle                                  | Roxel, Münster, Tilbecker Straße 36 (51° 57′ 14″ N, 7° 31′ 42″ O)                           | Turmwindmühle                 |        | Mühlenstumpf, Privatwohnung                 |
| BW                                | Eschmühle                                      | Uppenberg, Münster, Grevener Straße (51° 58′ 36″ N, 7° 36′ 40″ O)                           | achteckige Holländerwindmühle |        | einst Kornmühle, nicht erhalten             |
| BW                                | Richters Mühle                                 | Roxel, Münster, Richters Mühle 28 (51° 57′ 7″ N, 7° 33′ 7″ O)                               | Turmwindmühle                 |        | Mühlenstumpf, Privatwohnung                 |
| Fotos hochladen                   | Wallholländer Albachten                        | Albachten, Münster, Dülmener Str., bei Nr. 32 (51° 55′ 32″ N, 7° 31′ 15″ O)                 | Wallholländer                 |        | achteckiger Mühlenstumpf, in Restaurierung  |
| BW                                | Wolbecker Windmühle                            | Wolbeck, Münster, Wolbecker Windmühle 3 (51° 55′ 42″ N, 7° 43′ 16″ O)                       | Turmwindmühle                 |        | Mühlenstumpf, Privatwohnung                 |

## Oberhausen
Link zu einem Kartenansichtstool, um Koordinaten zu setzen.
| Bild            | Mühle                           | Lage                                                 | Typ           | Erbaut | Bemerkungen                                                                        |
| --------------- | ------------------------------- | ---------------------------------------------------- | ------------- | ------ | ---------------------------------------------------------------------------------- |
| Fotos hochladen | Baumeister Mühle                | Oberhausen-Buschhausen (51° 30′ 21″ N, 6° 49′ 18″ O) | Turmholländer | 1858   | Mühle im Museumsbetrieb. Sacklager als Restaurant und Veranstaltungsraum umgebaut. |
| Fotos hochladen | Holtener Mühle, Brahmsche Mühle | Oberhausen-Holten (51° 31′ 17″ N, 6° 47′ 12″ O)      | Turmholländer | 1838   | Umgebaut zum Wohnhaus                                                              |

## Kreis Paderborn
Link zu einem Kartenansichtstool, um Koordinaten zu setzen.
| Bild            | Mühle                              | Lage                                                                                       | Typ                    | Erbaut | Bemerkungen                    |
| --------------- | ---------------------------------- | ------------------------------------------------------------------------------------------ | ---------------------- | ------ | ------------------------------ |
| BW              | Windmühle Meise                    | Bad Lippspringe, Heimatstraße 37 (51° 47′ 19″ N, 8° 50′ 27″ O)                             | Amerikanisches Windrad |        | dient heute zur Stromerzeugung |
| Fotos hochladen | Winnings Mühle                     | Truppenübungsplatz Sennelager, Bad Lippspringe, Paradestraße (51° 48′ 18″ N, 8° 46′ 17″ O) | Eigenbau               |        | Flügelattrappen                |
| BW              | Erdholländer Haaren                | Haaren, Bad Wünnenberg, Windmühlenweg 24-A (51° 33′ 46″ N, 8° 44′ 30″ O)                   | Turmwindmühle          |        | Ruine                          |
| BW              | Mühle Bonati / Stutenkämpers Mühle | Delbrück, Walde 16 (51° 46′ 23″ N, 8° 32′ 3″ O)                                            | Turmwindmühle          |        | heute Privatwohnung            |

## Kreis Recklinghausen
Link zu einem Kartenansichtstool, um Koordinaten zu setzen.
| Bild | Mühle                           | Lage                                                                        | Typ            | Erbaut | Bemerkungen                                                   |
| ---- | ------------------------------- | --------------------------------------------------------------------------- | -------------- | ------ | ------------------------------------------------------------- |
| BW   | Windmühle Hemming               | Hervest, Dorsten, An der Windmühle (51° 40′ 40″ N, 7° 1′ 5″ O)              | Turmwindmühle  |        |                                                               |
| BW   | Lippramsdorfer Mühle            | Lippramsdorf, Haltern am See, Lembecker Str. 54 (51° 43′ 9″ N, 7° 5′ 26″ O) | Turmwindmühle  |        | Ehemals Kornmühle. Mühlenturm ohne Kappe ist heute Restaurant |
| BW   | Marler Windmühle / Mühle Wessel | Marl, Hochstraße 76 (51° 38′ 40″ N, 7° 5′ 35″ O)                            | Turmwindmühle  |        |                                                               |
| BW   | Mühle Paulus                    | Recklinghausen, Paulusstraße 57 (51° 36′ 38″ N, 7° 11′ 25″ O)               | Turmwindmühle  |        | heute Privatwohnung                                           |
| BW   | Suderwicher Mühle               | Suderwich, Recklinghausen, Lohweg 236 (51° 36′ 56″ N, 7° 15′ 8″ O)          | Holländermühle |        | Ruine, genutzt als Lagerraum                                  |
| BW   | Windmühle Schlingemann          | Waltrop, Hochstraße (51° 37′ 17″ N, 7° 23′ 6″ O)                            | Holländermühle |        | achteckig, Kornmühle. Nicht mehr vorhanden                    |
| BW   | Hahnenmühle                     | Waltrop, Kapellenweg, bei Nr. 21 (51° 35′ 58″ N, 7° 22′ 50″ O)              | Holländermühle |        | Ruine                                                         |

## Rhein-Erft-Kreis
Link zu einem Kartenansichtstool, um Koordinaten zu setzen.
| Bild            | Mühle                                              | Lage                                              | Typ              | Erbaut         | Bemerkungen                |
| --------------- | -------------------------------------------------- | ------------------------------------------------- | ---------------- | -------------- | -------------------------- |
| Fotos hochladen | Brauweiler Mühle                                   | Pulheim (50° 57′ 15″ N, 6° 46′ 54″ O)             | Turmholländer    | 1805           |                            |
| Fotos hochladen | Büsdorfer Mühle                                    | Bergheim-Büsdorf (50° 59′ 17″ N, 6° 42′ 59″ O)    | Turmholländer    | spätes 17. Jh. |                            |
| Fotos hochladen | Glessener Mühlenhof                                | Bergheim-Glessen (50° 58′ 33″ N, 6° 44′ 36″ O)    | Galerieholländer | 19. Jh.        |                            |
| Fotos hochladen | Grottenhertener Windmühle (auch: Mühle Bickendorf) | Bedburg-Grottenherten (51° 0′ 3″ N, 6° 28′ 34″ O) | Turmholländer    | 1831           |                            |
| Fotos hochladen | Niederembter Mühle                                 | Elsdorf-Niederembt (50° 57′ 21″ N, 6° 32′ 24″ O)  | Turmholländer    | 1820           | Umgebaut zu einem Wohnhaus |
| Fotos hochladen | Oberaußemer Mühle                                  | Bergheim-Oberaußem (50° 58′ 27″ N, 6° 41′ 22″ O)  | Turmholländer    | 1813           |                            |
| Fotos hochladen | Pulheimer Mühle                                    | Pulheim (50° 59′ 50″ N, 6° 47′ 35″ O)             | Turmholländer    |                | nur Sockel erhalten        |
| Fotos hochladen | Rather Mühle                                       | Bedburg-Rath (51° 0′ 18″ N, 6° 38′ 52″ O)         | Turmholländer    | 1840           | nur Stumpf erhalten        |
| Fotos hochladen | Stommelner Mühle                                   | Pulheim-Stommeln (51° 1′ 17″ N, 6° 45′ 40″ O)     | Turmholländer    | 1704           |                            |

## Rhein-Kreis Neuss
Link zu einem Kartenansichtstool, um Koordinaten zu setzen.
| Bild                              | Mühle                                       | Lage                                                       | Typ                                | Erbaut                       | Bemerkungen                                                           |
| --------------------------------- | ------------------------------------------- | ---------------------------------------------------------- | ---------------------------------- | ---------------------------- | --------------------------------------------------------------------- |
| weitere Bilder \| Fotos hochladen | Mühlenturm                                  | Korschenbroich-Liedberg (51° 9′ 47″ N, 6° 32′ 31″ O)       | Turmholländer                      | 1572                         |                                                                       |
| Fotos hochladen                   | Braunsmühle                                 | Kaarst-Büttgen (51° 11′ 51″ N, 6° 37′ 31″ O)               | Turmholländer                      | 1756                         |                                                                       |
| Fotos hochladen                   | Buschfrantzenmühle                          | Korschenbroich-Kleinenbroich (51° 11′ 55″ N, 6° 34′ 13″ O) | Turmholländer                      | 1845                         |                                                                       |
| Fotos hochladen                   | Dycker Mühle                                | Jüchen-Aldenhoven (51° 8′ 2″ N, 6° 34′ 35″ O)              | Turmholländer                      | 1756                         | Umgebaut zu einem Wohnhaus                                            |
| weitere Bilder \| Fotos hochladen | Heidbergmühle                               | Meerbusch-Lank-Latum (51° 18′ 17″ N, 6° 41′ 48″ O)         | Turmholländer                      | 1750                         |                                                                       |
| Fotos hochladen                   | Hochneukircher Mühle                        | Jüchen-Hochneukirch (51° 5′ 59″ N, 6° 27′ 48″ O)           | Turmholländer                      | frühes bis mittleres 19. Jh. | Umgebaut zu einem Wohnhaus                                            |
| Fotos hochladen                   | Jüchener Mühle (auch: Priesterrather Mühle) | Jüchen (51° 5′ 50″ N, 6° 30′ 24″ O)                        | Turmholländer                      | 1705                         |                                                                       |
| Fotos hochladen                   | Kaarster Mühle (auch: Alte Mühle)           | Kaarst (51° 14′ 5″ N, 6° 37′ 25″ O)                        | Turmholländer                      | frühes bis mittleres 19. Jh. |                                                                       |
| Fotos hochladen                   | Mühle Breuer                                | Kaarst-Büttgen (51° 12′ 8″ N, 6° 36′ 25″ O)                | Turmholländer                      | 1847                         | Umgebaut zu einem Wohnhaus                                            |
| weitere Bilder \| Fotos hochladen | Osterather Mühle                            | Meerbusch-Osterath (51° 16′ 4″ N, 6° 36′ 32″ O)            | Turmholländer                      | 1883                         | Umgebaut zu einem Wohnhaus                                            |
| Fotos hochladen                   | Stadtmühle                                  | Neuss (51° 11′ 39″ N, 6° 41′ 49″ O)                        | Turmholländer                      | 15. Jh.                      | Umgebaut zu einem Wasserturm                                          |
| Fotos hochladen                   | Stadtmühle                                  | Zons (51° 7′ 9″ N, 6° 50′ 56″ O)                           | Galerieturmholländer, Bärwindmühle | spätes 14. Jh.               | Flügelrad kann für touristische Vorführungen elektrisch bewegt werden |
| weitere Bilder \| Fotos hochladen | Teloy-Mühle                                 | Meerbusch-Lank-Latum (51° 18′ 23″ N, 6° 40′ 45″ O)         | Turmholländer                      | 1822                         | Umgebaut zu einem Veranstaltungs-, Konzert- und Ausstellungsraum      |

## Rhein-Sieg-Kreis
Link zu einem Kartenansichtstool, um Koordinaten zu setzen.
| Bild                              | Mühle                 | Lage                                             | Typ           | Erbaut | Bemerkungen         |
| --------------------------------- | --------------------- | ------------------------------------------------ | ------------- | ------ | ------------------- |
| weitere Bilder \| Fotos hochladen | Fritzdorfer Windmühle | Wachtberg-Fritzdorf (50° 35′ 13″ N, 7° 5′ 37″ O) | Turmholländer | 1842   | Mühlenturm erhalten |
| weitere Bilder \| Fotos hochladen | Villiper Windmühle    | Wachtberg-Villip (50° 38′ 5″ N, 7° 5′ 27″ O)     | Turmholländer | 1680   | Mühlenturm erhalten |

## Kreis Soest
Link zu einem Kartenansichtstool, um Koordinaten zu setzen.
| Bild            | Mühle                      | Lage                                              | Typ                                                   | Erbaut | Bemerkungen |
| --------------- | -------------------------- | ------------------------------------------------- | ----------------------------------------------------- | ------ | --- |
| Fotos hochladen | Heintrop Mühle             | Lippetal (51° 39′ 5″ N, 8° 2′ 40″ O)              | Turmholländer                                         |        | Mühlenbetrieb wurde 1976 eingestellt; dient heute als Museum, Veranstaltungsort und standesamtliche Außenstelle der Gemeinde Lippetal                        |
| Fotos hochladen | Windmühle Am Alten Hellweg | Erwitte-Schmerlecke (51° 35′ 45″ N, 8° 15′ 23″ O) | Durchfahrt-Turmholländer mit gemauertem Galerieumgang | 1831   | Kornmühle, 1895 abgebrannt und wieder aufgebaut, bis 1930 in Betrieb, dann verfallen, 1980 restauriert, 2000 zum Gastronomiebetrieb umgebaut, heute Wohnhaus |

## Kreis Steinfurt
Link zu einem Kartenansichtstool, um Koordinaten zu setzen.
| Bild            | Mühle                       | Lage                                  | Typ              | Erbaut    | Bemerkungen                                                                                    |
| --------------- | --------------------------- | ------------------------------------- | ---------------- | --------- | ---------------------------------------------------------------------------------------------- |
| Fotos hochladen |                             | Ochtrup (52° 12′ 40″ N, 7° 10′ 15″ O) | Bergmühle        | 1848      |                                                                                                |
| Fotos hochladen | Hopstener Mühle             | Hopsten (52° 23′ 3″ N, 7° 36′ 35″ O)  | Turmholländer    | 1850      |                                                                                                |
| Fotos hochladen | Sinninger Mühle             | Saerbeck (52° 11′ 14″ N, 7° 34′ 0″ O) | Wallholländer    | 1866/1867 | Wird heute als Feuerwehrhaus genutzt.                                                          |
| Fotos hochladen | Wellingsche Kappenwindmühle | Laer (52° 3′ 23″ N, 7° 21′ 42″ O)     | Turmholländer    | 1873      | 1925 stillgelegt. Heute zu Wohnhaus umgebaut. Die Flügel stammen von der Windmühle in Hansell. |
| Fotos hochladen | Windmühle Hollich           | Steinfurt (52° 9′ 7″ N, 7° 22′ 26″ O) | Galerieholländer | 1859      |                                                                                                |

## Kreis Unna
Link zu einem Kartenansichtstool, um Koordinaten zu setzen.
| Bild                              | Mühle            | Lage                                         | Typ              | Erbaut | Bemerkungen                                                  |
| --------------------------------- | ---------------- | -------------------------------------------- | ---------------- | ------ | ------------------------------------------------------------ |
| weitere Bilder \| Fotos hochladen | Friedrichsborn   | Unna-Königsborn (51° 33′ 0″ N, 7° 40′ 57″ O) | Galerieholländer | 1750   | Windpumpmühle der ehemaligen Saline Königsborn               |
| weitere Bilder \| Fotos hochladen | Alte Mühle Bönen | Bönen (51° 35′ 54″ N, 7° 46′ 17″ O)          | Turmwindmühle    | 1860   | Früher Mahlbetrieb und Sägewerk, heute Kulturzentrum und VHS |

## Kreis Viersen
Link zu einem Kartenansichtstool, um Koordinaten zu setzen.
| Bild                              | Mühle                                  | Lage                                                | Typ                                          | Erbaut     | Bemerkungen                                                                |
| --------------------------------- | -------------------------------------- | --------------------------------------------------- | -------------------------------------------- | ---------- | -------------------------------------------------------------------------- |
| BW                                | Alte Brachter Mühle (Moulin de Bracht) | Brüggen-Bracht (51° 16′ 44″ N, 6° 12′ 13″ O)        | Bockwindmühle                                | ≈1802/1804 | abgebrannt 1875                                                            |
| Fotos hochladen                   | Backes-Mühle                           | Nettetal-Kaldenkirchen (51° 18′ 51″ N, 6° 12′ 4″ O) | Turmholländer                                | 1848       |                                                                            |
| Fotos hochladen                   | Berger-Mühle / Pestmühle               | Schwalmtal-Waldniel (51° 12′ 55″ N, 6° 16′ 45″ O)   | Turmholländer                                | 1835       |                                                                            |
| weitere Bilder \| Fotos hochladen | Brachter Mühle                         | Brüggen-Bracht (51° 16′ 46″ N, 6° 11′ 33″ O)        | Turmholländer                                | 1855       | Heimatmuseum                                                               |
| Fotos hochladen                   | Kempener Stadtmühle                    | Kempen (51° 21′ 46″ N, 6° 24′ 59″ O)                | Galerieturmholländer                         | 1481       | umgebauter Stadtmauerturm                                                  |
| Fotos hochladen                   | Liffersmühle                           | Willich (51° 15′ 48″ N, 6° 32′ 20″ O)               | Turmholländer                                | 1840       | Sockel erhalten, erstmals im Jahre 1518 als kurkölnische Windmühle erwähnt |
| Fotos hochladen                   | Narrenmühle                            | Viersen-Dülken (51° 14′ 46″ N, 6° 19′ 59″ O)        | Bockwindmühle                                | 1809       |                                                                            |
| Fotos hochladen                   | Printzen-Mühle                         | Schwalmtal-Amern (51° 14′ 5″ N, 6° 14′ 57″ O)       | Turmholländer                                |            |                                                                            |
| Fotos hochladen                   | Schaager Mühle                         | Nettetal-Breyell (51° 17′ 5″ N, 6° 14′ 2″ O)        | Turmholländer                                | 1801       | Umgebaut zu einem Wohngebäude                                              |
| Fotos hochladen                   | Stammenmühle                           | Nettetal-Hinsbeck (51° 19′ 57″ N, 6° 17′ 21″ O)     | Steunerdholländer                            | 1854       |                                                                            |
| weitere Bilder \| Fotos hochladen | Streuff-Mühle                          | Tönisvorst-St. Tönis (51° 19′ 28″ N, 6° 29′ 20″ O)  | Steinwallholländer auf gemauertem Ringsockel | um 1776    |                                                                            |
| weitere Bilder \| Fotos hochladen | Tönisberger Mühle                      | Kempen-Tönisberg (51° 24′ 32″ N, 6° 29′ 28″ O)      | Bockwindmühle                                | 16. Jh.    |                                                                            |
| Fotos hochladen                   | Wackertapp-Mühle (auch: Mosesmühle)    | Kempen-St. Hubert (51° 23′ 18″ N, 6° 26′ 53″ O)     | Turmholländer                                | 1859       |                                                                            |

## Kreis Warendorf
Link zu einem Kartenansichtstool, um Koordinaten zu setzen.
| Bild            | Mühle            | Lage                                                  | Typ                | Erbaut | Bemerkungen                                  |
| --------------- | ---------------- | ----------------------------------------------------- | ------------------ | ------ | -------------------------------------------- |
| Fotos hochladen | Höxbergmühle     | Beckum (51° 43′ 56″ N, 8° 3′ 22″ O)                   | Erdholländer       | 1853   |                                              |
| Fotos hochladen | Rinkeroder Mühle | Drensteinfurt-Rinkerode (51° 50′ 7″ N, 7° 40′ 50″ O)  | Erdholländer       |        | Teil des Mühlen- und Gerätemuseums Rinkerode |
| Fotos hochladen | Walstedder Mühle | Drensteinfurt-Walstedde (51° 44′ 56″ N, 7° 47′ 20″ O) | Steinwallholländer |        |                                              |

## Kreis Wesel
Link zu einem Kartenansichtstool, um Koordinaten zu setzen.
| Bild                              | Mühle                                       | Lage                                                       | Typ                                | Erbaut                   | Bemerkungen                                                                                           |
| --------------------------------- | ------------------------------------------- | ---------------------------------------------------------- | ---------------------------------- | ------------------------ | --- |
| weitere Bilder \| Fotos hochladen | Alte Mühle                                  | Neukirchen-Vluyn (51° 25′ 28″ N, 6° 34′ 29″ O)             | Turmholländer                      | 1874                     | |
| Fotos hochladen                   | Balberger Mühle                             | Sonsbeck-Balberg (51° 37′ 37″ N, 6° 20′ 5″ O)              | Sockelgeschossholländer            | 1836                     | Sockel                                                                                                |
| Fotos hochladen                   | Blumbergs-Mühle                             | Schermbeck-Voshövel (51° 42′ 11″ N, 6° 44′ 14″ O)          | Turmholländer                      | 1837                     | |
| Fotos hochladen                   | Bönninghardter Mühle                        | Alpen-Bönninghardt (51° 34′ 27″ N, 6° 30′ 8″ O)            | Turmholländer                      | 1865                     | |
| Fotos hochladen                   | Bütener Mühle                               | Rheinberg-Ossenberg (51° 34′ 3″ N, 6° 34′ 27″ O)           | Turmholländer                      | 1470                     | |
| Fotos hochladen                   | Dammer Mühle                                | Schermbeck-Damm (51° 40′ 45″ N, 6° 48′ 42″ O)              | Turmholländer                      |                          | |
| BW                                | Diersfordter Mühle                          | Wesel-Bislich-Diersfordt (51° 41′ 7″ N, 6° 32′ 5″ O)       | Turmholländer                      | 1792                     | Stumpf erhalten                                                                                       |
| weitere Bilder \| Fotos hochladen | Drießener Mühle                             | Rheinberg-Eversael (51° 32′ 42″ N, 6° 39′ 53″ O)           | Turmholländer                      |                          | Wiederhergestellt                                                                                     |
| weitere Bilder \| Fotos hochladen | Gommannsche Mühle                           | Sonsbeck (51° 36′ 39″ N, 6° 22′ 22″ O)                     | Turmholländer                      | 1840                     | |
| Fotos hochladen                   | Harderings Mühle                            | Xanten-Obermörmter (51° 43′ 50″ N, 6° 24′ 7″ O)            | Turmholländer                      | 1869                     | |
| weitere Bilder \| Fotos hochladen | Harderings Mühle                            | Xanten-Wardt (51° 41′ 6″ N, 6° 25′ 27″ O)                  | Turmholländer                      | 1864                     | |
| Fotos hochladen                   | Hasselmann-Mühle                            | Hamminkeln-Dingden (51° 46′ 17″ N, 6° 37′ 21″ O)           | Turmholländer                      |                          | Umgebaut zu einem Wohnhaus                                                                            |
| Fotos hochladen                   | Hermannsmühle                               | Kamp-Lintfort-Kamperbruch (51° 31′ 29″ N, 6° 32′ 48″ O)    | Turmholländer                      | 1850                     | |
| Fotos hochladen                   | Hiesfelder Windmühle                        | Dinslaken-Hiesfeld (51° 33′ 31″ N, 6° 46′ 1″ O)            | Turmholländer                      | 1822                     | Museumsmühle                                                                                          |
| BW                                | Hollands-Mühle                              | Hamminkeln-Mehrhoog (51° 44′ 7″ N, 6° 29′ 19″ O)           | Turmholländer                      | vor 1790                 | nur Reste des Fundaments erhalten                                                                     |
| Fotos hochladen                   | Hoogen-Mühle                                | Alpen (51° 34′ 19″ N, 6° 31′ 4″ O)                         | Turmholländer                      | 1890                     | Umgebaut zu einem Wohnhaus                                                                            |
| Fotos hochladen                   | Hünxer Mühle                                | Hünxe (51° 38′ 40″ N, 6° 45′ 49″ O)                        | Turmholländer                      | 1838                     | |
| Fotos hochladen                   | Kaas’sche Mühle                             | Rheinberg-Borth-Wallach (51° 35′ 44″ N, 6° 34′ 15″ O)      | Turmholländer                      | 1857                     | Umgebaut zu einem Wohnhaus                                                                            |
| Fotos hochladen                   | Königsmühle                                 | Hamminkeln-Dingden (51° 45′ 50″ N, 6° 38′ 3″ O)            | Turmholländer                      |                          | Kriegerdenkmal                                                                                        |
| weitere Bilder \| Fotos hochladen | Kriemhildmühle                              | Xanten (51° 39′ 49″ N, 6° 27′ 2″ O)                        | Galerieturmholländer, Bärwindmühle | ≈1390 als Stadtmauerturm | 1804 als Ölmühle (19,3 m) von Heinrich Schleß aufgestockt; später Getreidemühle; seit 1992 in Betrieb |
| Fotos hochladen                   | Labbecker Mühle                             | Sonsbeck-Labbeck (51° 38′ 59″ N, 6° 22′ 1″ O)              | Turmholländer                      | 1853                     | Umgebaut zu einer Jugendherberge                                                                      |
| Fotos hochladen                   | Marienkirche                                | Rheinberg-Budberg (51° 31′ 49″ N, 6° 38′ 22″ O)            | Turmholländer                      | 1842                     | ein in die von 1948 bis 1949 erbaute katholische Kirche integrierter Mühlenstumpf                     |
| Fotos hochladen                   | Mostersmühle (West)                         | Alpen-Menzelen-West (51° 37′ 17″ N, 6° 31′ 45″ O)          | Turmholländer                      | 1796                     | Umgebaut zu einem Wohnhaus                                                                            |
| Fotos hochladen                   | Mühle Beckmann                              | Wesel-Obrighoven (51° 39′ 45″ N, 6° 39′ 29″ O)             | Turmholländer                      |                          | Umgebaut zu einem Wohnhaus                                                                            |
| Fotos hochladen                   | Mühle Götterswickerhamm Haus Storchennest   | Voerde-Götterswickerhamm (51° 34′ 52″ N, 6° 39′ 16″ O)     | Turmholländer                      | 1849                     | Umgebaut zu einem Wohnhaus                                                                            |
| Fotos hochladen                   | Mühle Körner                                | Wesel-Obrighoven (51° 40′ 3″ N, 6° 41′ 4″ O)               | Turmholländer                      | 1868                     | Umgebaut zu einem Wohnhaus                                                                            |
| weitere Bilder \| Fotos hochladen | Mühle van Geldern                           | Wesel-Büderich (51° 37′ 35″ N, 6° 34′ 33″ O)               | Turmholländer                      | 1861                     | Umgebaut zu einem Wohnhaus                                                                            |
| Fotos hochladen                   | Mühle Wessling                              | Hamminkeln (51° 44′ 1″ N, 6° 35′ 40″ O)                    | Turmholländer                      |                          | |
| Fotos hochladen                   | Neue Mühle                                  | Neukirchen-Vluyn (51° 25′ 28″ N, 6° 34′ 29″ O)             | Turmholländer                      | 1840                     | Umgebaut zu einem Wohnhaus                                                                            |
| Fotos hochladen                   | Nordbrocker Mühle                           | Hamminkeln-Dingden-Nordbrock (51° 45′ 37″ N, 6° 43′ 15″ O) | Turmholländer                      | 1844                     | |
| weitere Bilder \| Fotos hochladen | Pulverturm                                  | Rheinberg-Orsoy (51° 31′ 18″ N, 6° 41′ 3″ O)               | Turmholländer                      | frühes 17. Jh.           | |
| BW                                | Raads Mühle                                 | Wesel-Bislich-Diersfordt (51° 41′ 29″ N, 6° 29′ 3″ O)      | Turmholländer                      | 1892                     | Ruine                                                                                                 |
| Fotos hochladen                   | Rayener Mühle                               | Neukirchen-Vluyn (51° 28′ 3″ N, 6° 32′ 7″ O)               | Turmholländer                      | 1820                     | |
| weitere Bilder \| Fotos hochladen | Römerturm (Gräflich Klevische Mühle)        | Sonsbeck (51° 36′ 58″ N, 6° 22′ 39″ O)                     | Turmholländer                      | 15. Jh.                  | Turm erhalten als Teil einer Hotelanlage                                                              |
| Fotos hochladen                   | Schreibers-Mühle                            | Alpen (51° 34′ 23″ N, 6° 31′ 0″ O)                         | Turmholländer                      | um 1720                  | |
| weitere Bilder \| Fotos hochladen | Siegfriedmühle, Biermannsmühle, Kaffeemühle | Xanten (51° 39′ 59″ N, 6° 26′ 35″ O)                       | Galerieturmholländer               | 1744                     | Wird heute als Cafe mit dem Namen KaffeeMühle im LVR-Archäologischer Park Xanten geführt.             |
| Fotos hochladen                   | Simmesmühle (auch: Mostersmühle Ost)        | Alpen-Menzelen-Ost (51° 35′ 48″ N, 6° 31′ 49″ O)           | Turmholländer                      | 1865                     | |
| Fotos hochladen                   | Terhorst-Mühle (auch: Loikumer Mühle)       | Hamminkeln-Loikum (51° 46′ 30″ N, 6° 34′ 15″ O)            | Turmholländer                      | 1856                     | |
| Fotos hochladen                   | Wefelnberg-Mühle                            | Hamminkeln-Brünen (51° 43′ 27″ N, 6° 40′ 35″ O)            | Turmholländer                      | 1850er Jahre             | Umgebaut zu einem Kindergarten                                                                        |
| Fotos hochladen                   | Wissings Mühle (auch: Roßmühle)             | Hamminkeln (51° 43′ 47″ N, 6° 34′ 56″ O)                   | Turmholländer                      | 1618                     | Umgebaut zu einem Wohnhaus                                                                            |

## Wuppertal
Link zu einem Kartenansichtstool, um Koordinaten zu setzen.
| Bild            | Mühle | Lage                                             | Typ           | Erbaut | Bemerkungen                                           |
| --------------- | ----- | ------------------------------------------------ | ------------- | ------ | ----------------------------------------------------- |
| Fotos hochladen | Hardt | Wuppertal-Elberfeld (51° 15′ 38″ N, 7° 9′ 39″ O) | Turmholländer | 1812   | Auf dem Fundament wurde 1838 der Elisenturm errichtet |